# Igreja São Francisco de Assis

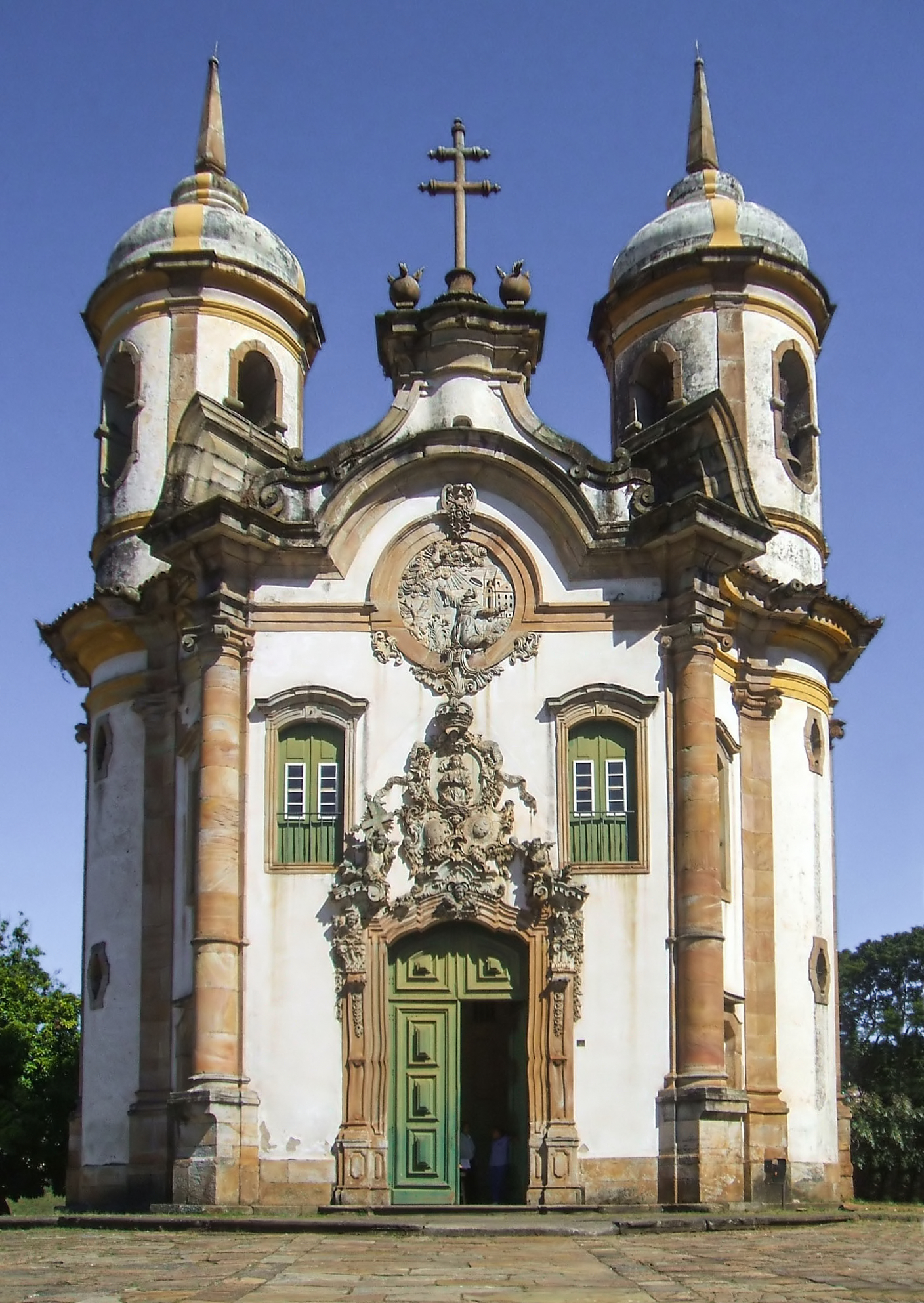
Fassade der Igreja de São Francisco de Assis zu Ouro Preto

Die Igreja de São Francisco de Assis ist eine römisch-katholische Kirche in der brasilianischen Stadt Ouro Preto, die im Barockstil gebaut wurde und gestalterische Elemente des Rokoko enthält.
Sie ist eines der wichtigsten Beispiele der kolonialen Kunst Brasiliens, eine der bedeutendsten brasilianischen Kirchen aus der Kolonialzeit und eine der berühmtesten Werke des Meisters Aleijadinho, der für den Entwurf der Fassade sowie die Gestaltung der Reliefs und der vergoldeten Holzschnitzarbeiten verantwortlich war. Einige dieser Elemente schuf er selbst, während andere Künstler zur Arbeit von Aleijadinho beitrugen.
In der Igreja de São Francisco de Assis befinden sich auch Arbeiten des Meisters Manuel da Costa Ataíde, der bedeutendste Maler des kolonialen Brasilien. Seine Gestaltung der Decke des Kirchenschiffs ist eines seiner bekanntesten Werke. Daneben schuf er Wandmalereien und vergoldete den Hauptaltar. Wegen ihrer hohen Wichtigkeit wurde die Kirche vom Instituto do Patrimônio Histórico e Artístico Nacional unter Schutz gestellt. Im Jahr 2009 wurde sie zu einem der sieben Weltwunder portugiesischer Herkunft erklärt. Als Teil der historischen Altstadt von Ouro Preto ist sie Teil des UNESCO-Weltkulturerbes.

## Geschichte

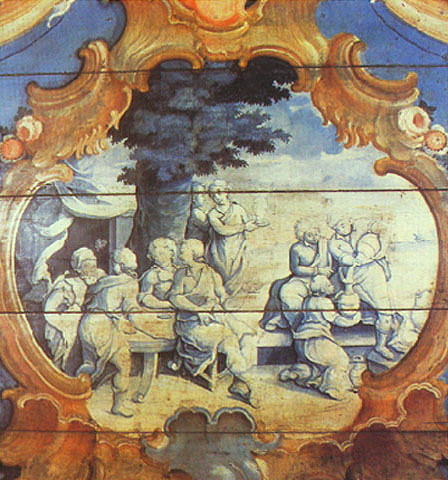
Detail der Wandmalereien von Ataíde im Chorraum: Abraham bewirtet die drei Engel

Die Kirche wurde vom Franziskanerorden errichtet. Um das Jahr 1765 herum begann man, den Bauplatz vorzubereiten. Im Jahre 1766 gewann der Baumeister Domingos Moreira de Oliveira mit einem Entwurf von Aleijadinho den Auftrag, den Bau durchzuführen. Die offizielle Genehmigung für den Kirchenbau wurde jedoch erst im Jahre 1771 erteilt. Wie es zur damaligen Zeit üblich war, begann man mit dem Bau des Chorraumes. Die Arbeiten gingen zunächst zügig voran, im Jahre 1774 war das Chorraum bereits überdacht und man begann mit der Verzierung im Inneren der Kirche mit Holzschnittarbeiten und Stuck unter der Führung von Aleijadinho. Er schuf die Kanzeln aus Speckstein, die am Chorbogen angebracht sind. Der Hauptaltar wurde zwischen 1790 und 1794 errichtet.
Nach der Errichtung des Chorraumes begann man mit dem Bau der Fassade, wobei das Portal von Aleijadinho entworfen worden war. Im Jahre 1787 wurde der Entwurf der Türme geändert und im Jahre 1788 wurde das Dach fertig gestellt. Die Arbeiten am Mauerwerk wurden erst 1794 von Meister Oliveira beendet. Somit fehlte noch die Verzierung des Kirchenschiffes. Die Nebenaltäre wurden ebenfalls von Aleijadinho entworfen, ihr Bau verzögerte sich jedoch wurde erst ab 1829 durchgeführt. Sie zogen sich dann bis 1890 hin. Manuel da Costa Ataíde wurde beauftragt, die Decke des Kirchenschiffes mit einem Gemälde zu verzieren, daneben schuf er die Wandmalereien im Chorraum und dem Kirchenschiff sowie die Vergoldungen und die Malereien auf den Holzschnittarbeiten im Chorraum. Diese Arbeiten begannen im Jahre 1801 und waren 1812 abgeschlossen. Im Jahre 1801 wurden ein paar Zwischenräume an den Seiten der Kirchen  durch den Bau eines Daches und von Arkaden verschlossen, um das Eindringen von Feuchtigkeit zu stoppen.
Am Ende des 19. Jahrhunderts wurden die Fußbodenfliesen gelegt und die alte Zugangstreppe abgerissen. Im Jahre 1935 wurde ein Friedhof neben dem Chorraum angelegt. Im 20. Jahrhundert wurde die Kirche verschiedenen Konservierungs- und Restaurierungsarbeiten unterzogen, die vom früheren Inspektorrat für nationale Denkmäler und später vom Instituto do Patrimônio Histórico e Artístico Nacional durchgeführt wurden.

## Architektur

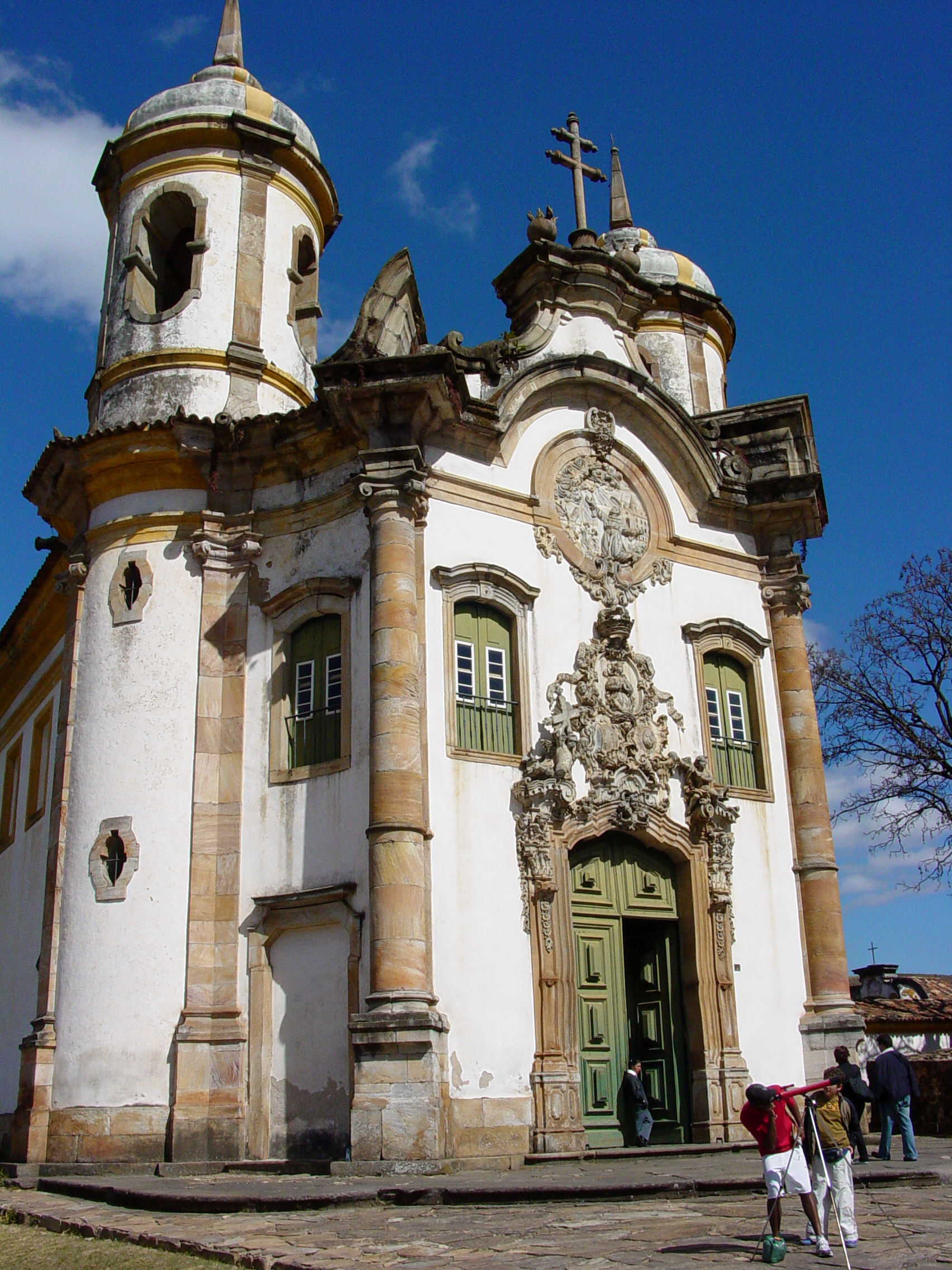
Blick auf die Fassade und ihre Dreidimensionalität

Der Grundriss des Gebäudes weicht von den Standards der damaligen Zeit stark ab. Statt einer flachen Fassade sind die Türme zurückversetzt, ihre Form ist zylindrisch. Der Chorumgang wurde weggelassen, der Okulus ist mit einem Relief ausgefüllt. Die Struktur nimmt Elemente des italienischen und portugiesischen Barock sowie des Rokoko auf, letztere sind besonders in den Verzierungen sichtbar. Aleijadinho ist der Urheber zahlreicher dieser Verzierungen.
Aleijadinho, der vor allem Bildhauer und Schnitzer war, schuf Figuren und Ornamente für die Fassaden und Innenverzierungen von Kirchen, wobei er mit Stein und Holz arbeitete. In die Fassaden seiner Kirchen ist die Bildhauerei jedoch so stark mit dem architektonischen Entwurf verwoben, dass Aleijadinho nicht nur der Rolle des Bildhauers, sondern auch der des Baumeisters gerecht wurde. Es scheint jedenfalls, dass zur Zeit des Baus der Igreja de São Francisco de Assis die Rollen von Maurer, Baumeister und Bildhauer nicht klar voneinander abgegrenzt waren. Die Kirche ist somit zu einem Architekturstil namens verzierte Architektur (arquitetura decorada) zu zählen, der am Ende des 18. Jahrhunderts für kurze Zeit Neubauten in den Städten von Minas Gerais dominierte.

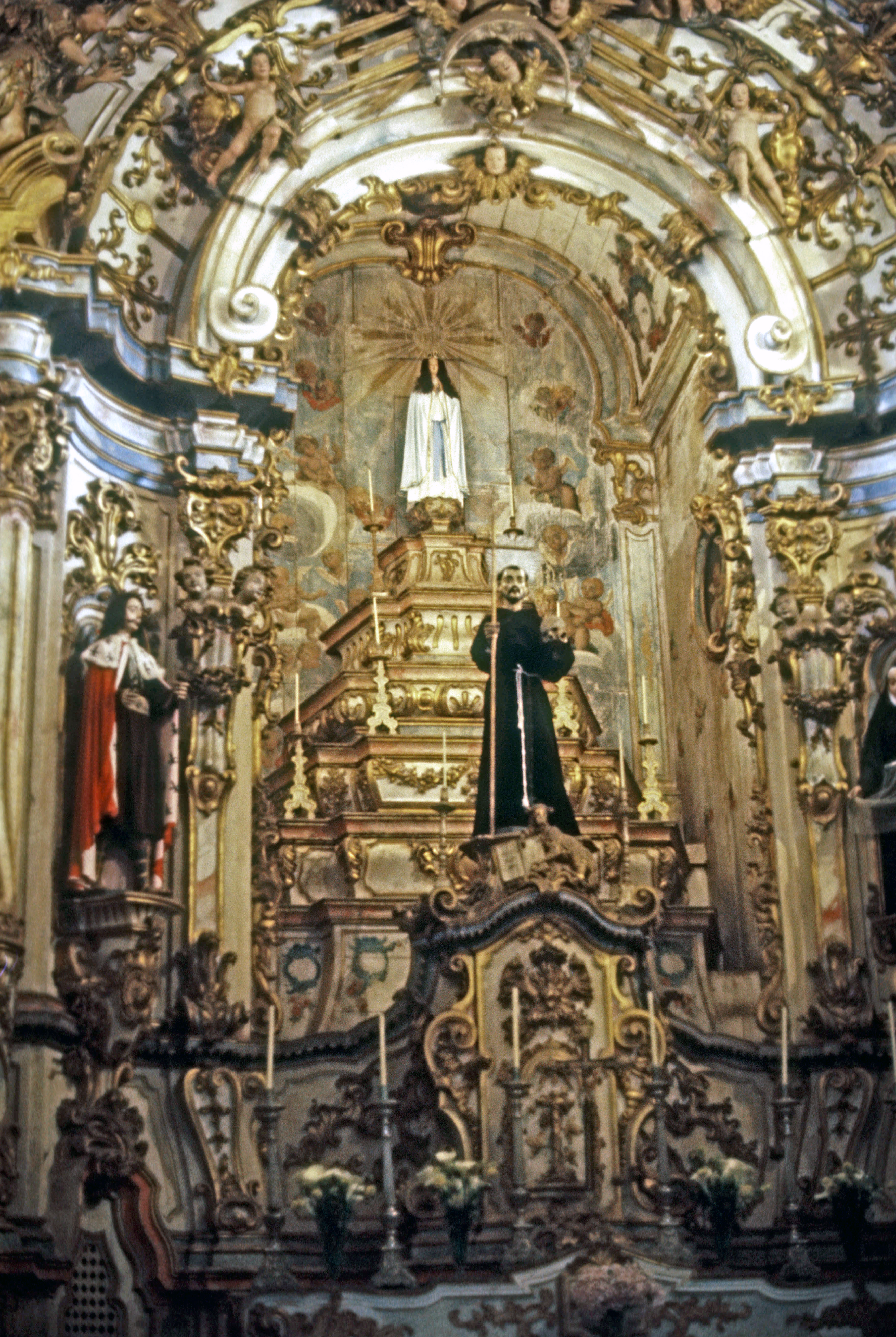
Seitenkapelle

Das Grundkonzept des Baues ist an die wichtigen Kirchen aus seiner Epoche angelehnt. Das Kirchenschiff und der Chor sind rechteckig, Seitengänge führen zur Sakristei. Die Anordnung der Fenster folgt dem sehr traditionellen V-Muster, das damals in Minas Gerais häufig umgesetzt wurde, während es im größten Teil des portugiesischen Weltreiches schon als veraltet galt. Die herausstechendste Besonderheit dieses Bauwerkes ist die vorstehende Fassade. Sie betont die Dreidimensionalität stärker als es zum Beispiel die gewundene Fassade der Igreja do Carmo tut. Der Frontteil ist mit einer nach innen gewölbten Wand mit den Türmen, die nach außen gewölbte Wände haben, verbunden. Der dreidimensionale Effekt wird durch die Säulen an den Seiten der Front verstärkt, die Fenster an den Verbindungsmauern zwischen Front und Türmen verstärken diesen Effekt weiter. Die von Borromini inspirierten Gestaltungselemente sind vor allem auf der Fassade und den Seitentürmen zu finden.
Das zentrale Element der Fassade ist ein Hochrelief, das den Platz des sonst gebräuchlichen Okulus einnimmt. Dieses Relief unterbricht das Gebälk optisch und wird von diesem wie von einem Rahmen umschlossen. Die Türme und die Fassade konkurrieren miteinander und geben dem Gebäude eine Tendenz zur Dualität. Der zentrifugale Aspekt wird jedoch durch die kluge Anordnung der Elemente und Zwischenräume, die alles auf das Hochrelief zentrieren, ausgeglichen. Im Ergebnis dominiert die Fassade die Türme und integriert sie dadurch.
Bereits im Jahre 1938 wurde die Kirche vom Serviço do Patrimônio Histórico e Artístico Nacional, der Vorgängerorganisation des IPHAM, katalogisiert und war damit unter den ersten Objekten Brasiliens, die unter Denkmalschutz gestellt wurden. In dieser sogenannten „heldenhaften Phase des IPHAM“ fürchteten Intellektuelle um Mário de Andrade, dass die Loslösung von der kolonialen Vergangenheit auf Kosten von Kulturgütern aus der Kolonialzeit geschehen würde. Heute wird der Barock in Brasilien nicht mehr mit Ablehnung betrachtet und auch die Touristen verstehen, dass die Igreja São Francisco de Assis eines der bedeutendsten Bauwerke der Stadt Ouro Preto ist. Als die UNESCO den gesamten historischen Stadtkern von Ouro Preto zum Weltkulturerbe erklärte, wurde die Bedeutung der Kirche als Meisterwerk der brasilianischen Baukunst und als eines der wichtigsten Denkmäler des brasilianischen Barock hervorgehoben.